# Zethus smidtianus
Zethus smidtianus är en stekelart som beskrevs av Garcete-barrett 1998. Zethus smidtianus ingår i släktet Zethus och familjen Eumenidae. Inga underarter finns listade i Catalogue of Life.